# نیکولتا گراسو
نیکولتا گراسو (رومانیایی: Nicoleta Grasu؛ زادهٔ ۱۱ سپتامبر ۱۹۷۱) پرتاب‌گر دیسک زن اهل رومانی بود.
وی در مسابقات کشوری و بین‌المللی در مجموع برندهٔ ۲ مدال طلا، ۲ مدال نقره و ۶ مدال برنز شده‌است.